# Adrien Rozier
Pour les articles homonymes, voir Rozier.
Marie Guillaume Adrien Rozier, né le 4 mars 1808 à Rodez, fils d'un médecin, et décédé le 14 avril 1885 à Manhac, époux de Marie Agathe Becquelin, était un médecin ruthénois. Il fut maire de Rodez de 1852 à 1869.
Il entreprend l'aménagement du jardin public du Foirail, et fait construire la gare de Rodez. Il marque également son mandat par l'arrivée des eaux de Vors à Rodez. En 1869, plusieurs de ses conseillers lui ayant fait faux bond, il démissionne de la mairie de Rodez, et reprend ses fonctions de médecin. En 1879, une attaque cérébrale lui fait perdre certaines de ses facultés mentales et physiques. 
Louis Lacombe, maire de Rodez de 1886 à 1925, proposera de donner son nom à la place où se trouvait l'hôtel de ville à l'époque. Aujourd'hui, la place Adrien-Rozier accueille la Communauté d'agglomération du Grand Rodez.